# 李思敬 (1911年)
李思敬（1911年7月—2004年9月2日），男，陕西咸阳人，中华人民共和国政治人物，曾任山东省政协副主席、党组副书记，第六届全国政协委员。